# Mjuk röksvamp
Mjuk röksvamp (Lycoperdon molle) är en svampart som beskrevs av Pers. 1801. Enligt Catalogue of Life ingår Mjuk röksvamp i släktet Lycoperdon, och familjen Agaricaceae, men enligt Dyntaxa är tillhörigheten istället släktet Lycoperdon, och familjen röksvampar. Arten är reproducerande i Sverige. Inga underarter finns listade i Catalogue of Life.